# Gombár Vince
| Gombár Vince                              | Gombár Vince |
| Kattints az alábbi külső linkek egyikére! | Kattints az alábbi külső linkek egyikére!                                                                                    |
| ----------------------------------------- | --- |
| Nem található szabad kép.(?)              | |
| külső link · jogvédett                    | 100 éve született Gombár Vince. Zalai Hírlap, 2006. november 4.                                                              |
| külső link · jogvédett                    | Gombár Vince volt az osztályfőnököm. Beszélgetés Boga Bálinttal gimnáziumi emlékeiről (1. rész.) Óbudai Anziksz. 2019. őssz. |

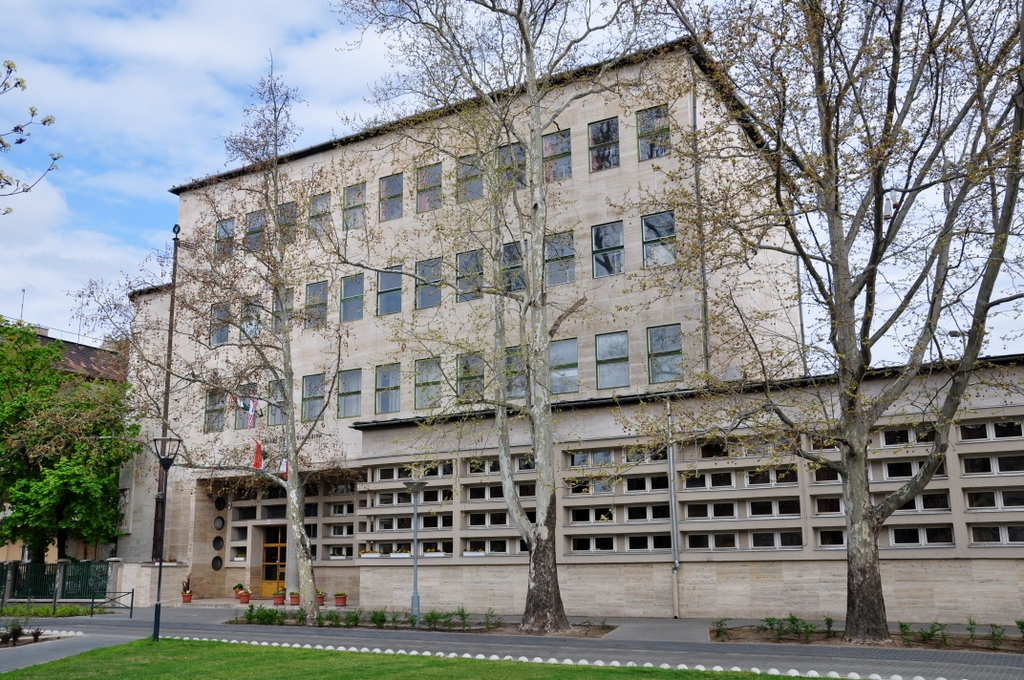
1946-1967 között az Óbudai Árpád Gimnáziumban a görög-latin nyelvek tanára volt

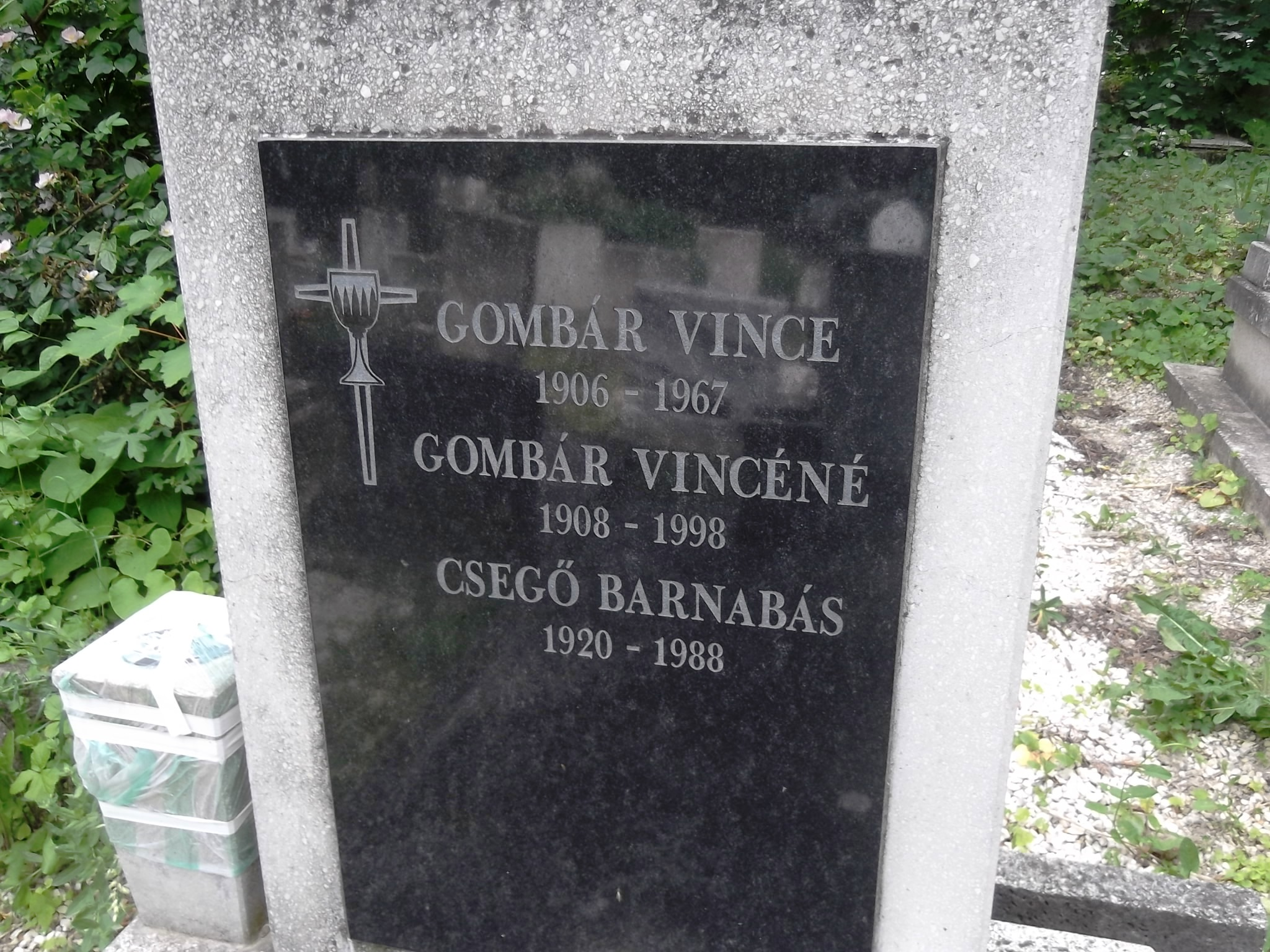
Gombár Vince és felesége, Takács Ilona sírja a Farkasréti Temetőben. 22/0/7/9

Gombár Vince (Zalaszentlászló, 1906. október 16. – Budapest, 1967. február 13.) latin–ógörög szakos tanár, a Magyar Tudományos Akadémia Ókortudományi Társaságának tagja.

## Életútja, munkássága
Édesapja, id. Gombár Vince iskolaigazgató volt Zalaszentlászlón, s ő maga is itt kezdte tanulmányait, amit a keszthelyi Premontrei Gimnáziumot követően 1926-ban a Csornai Premontrei Rend Papnevelő Teológiai Főiskolán folytatott. A budapesti Pázmány Péter Tudományegyetem Bölcsészettudományi Karán latin–görög nyelvből diplomázott. Gyakorló tanárjelölt volt 1934–1935-ben a Magyar Királyi Tanárképző Intézet (Trefort) gyakorló főgimnáziumában Budapesten.
Tanári pályafutása 1936-ban Balassagyarmaton indult. 1940–1947 között az Újpesti Könyves Kálmán Gimnáziumban tanított. 1946-tól haláláig az Óbudai Árpád Gimnázium tanára volt.
Tanári működése mellett a tudományos életben is szerepet vállalt, tagja volt a Klasszika Filológiai Társaságnak, a – 17 országban megjelent – Juventus latin nyelvű folyóirat szerkesztőségének, amelyben számos publikációja jelent meg.
Mint szótárbíráló és lektor állandó munkatársa a Szótárbizottságnak. A középiskolai latin nyelvkönyvek lektora volt 1961-ben. A Nemzetközi Középlatin Dictionarium magyar bizottságának munkatársa is volt.
1936. február 16-án Budapesten feleségül vette Kelemen József leányát, Editet. 1962-ben házasságot kötött Takács Ilonával, korábban Dobra Gyulánéval, (1908-1998) aki az orosz nyelvet tanította az Óbudai Árpád Gimnáziumban.
A Farkasréti temetőben (22. parcella, 7. sor, 9. sírhely) helyezték végső nyugalomra.

## Tanítványai emlékezéseiből
- Boga Bálint. „Gombár osztályfőnökünkről – mint említettem – részletes írást szerkesztettem, itt rövidítve mutatom be. Kedves arcú, de szigorú tanár volt. Felfelé kiszélesedő kopasz koponyáját csak oldalt szegélyezte kevés haj, és ami jellegzetes volt: néhány erős hajszál feje tetején átívelte a fénylő tar területet. Valamikor paptanonc volt, de későbbi feleségéért otthagyta a papneveldét. A női nemet – mi is láttuk – nem vetette meg. Jó hangja volt, állítólag korábban hivatalos helyen is szerepelt. Szünetekben gyakran, előretolt kezében aktatáskát tartva énekelt, így tört utat a zsúfolt folyosón. A latin nyelv, irodalom és kultúra ismerete számára az igazi értelmiségi lét feltétele volt. Ógörögöt is tanított, ekkor már csak különórán, sajnos én nem csatlakoztam, amit máig bánok.” Gyimesi László. Beszélgetés Boga Bálinttal gimnáziumi emlékeiről (1. rész) Óbudai Anziksz. 2019/ősz.[16]
- Lengyel Péter, a szerzővel Nagy Gabriella beszélget. „A puskáról a latintanáromtól, a ragyogó Gombár Vincétől hallottam. (S ha már család, az egyik gyerekem az Árpádban érettségizett, ő nyerte az első Gombár-díjat a klasszikus tudományok ápolásáért.)"[17]
- Gulyás Miklós. Utóirat parancsra. „Osztályfőnökünk, Gombár Vince, a rege szerint bencés pap volt. A kolostorból egy lány kedvéért szökött meg. Az egész iskolánál hangosabban énekelte a Himnuszt. Utánozta Saljapint a Faustban. Azt hiszem, titkos vágya volt, hogy operaénekes legyen. Gottlieb, maga barbár, mert nem jár külön görögre! Nagy pozőr volt Gombár tanár úr. A latinórákon tógává kifordított télikabátjában Cicerót utánozva hosszú latin nyelvű monológokat mondott. Meg hülyéskedett: Hannibal ante portás. Hannibál azelőtt portás. A vásári kikiáltókat utánozta: Jöjjenek be a sátorba! Itt láthatók Julius Caesar koponyái harminc-, negyven- meg ötvenéves korában."[18]
- Horváth György, Tellér Gyula és Lengyel Imre – az alapítvány kezdeményezői – elmondották, hogy latintanáruk és osztályfőnökük, a tíz éve elhunyt Gombár Vince neve fémjelzi az alapítványt. – Nagyon szerettük őt, mert tőle sokkal többet tanultunk, mint amennyi a tananyag volt. Akkor még kötelező volt a latin. Gombár Vince a klasszikusokról lebilincselően tudott nekünk előadást tartani. Egyszer levitt bennünket az iskola közelében levő amfiteátrum romjaihoz, és ott, a történelmi légkörben szinte megelevenedett mindaz, amit mondott.[19]
- Végh Alpár Sándor:  Az Árpád Gimnáziumban minden mozdulatát lestük Kiss Jenőnek, a magyartanárnak, aki olyan eleganciával tudott elővenni egy zsebkendőt, ahogy manapság csak filmekben látni. Figyeltük, ahogy Báthori Béla az öltönyeit hordta, ahogy Gombár Vince beszélt: ezek az emberek mutattak valamit abból a világból, amelyben még mindenki tudta a maga helyét, ahol még nem volt összezavarva az értékrend, és nem a „szocialista erkölcsnek” nevezett gazemberséggel traktálták az ifjúságot. Magyar Nemzet, 2003. március (66. évfolyam, 51-75. szám) | Arcanum Újságok (magyar nyelven). adt.arcanum.com. (Hozzáférés: 2024. december 19.)

## Emlékezete
- Az 1952-ben érettségizett IV. a osztály tanulói hozták létre hajdani kiváló latintanáruk emlékére a Gombár Vince-díjat a klasszikus görög-latin műveltség ápolásában jeleskedő diákok jutalmazására.[20]
- Az Árpád Gimnázium tantestülete és volt neves növendékei 1976-ban Gombár Vince nevével fémjelzett Emlékalapítványt létesítettek, amely azóta is ösztöndíjjal jutalmazza a humán tárgyakban kiváló tanulókat.[21]
- Az Árpád Gimnáziumban 2003-ban emléktáblát helyeztek el a kiváló pedagógus tiszteletére
- Zalaszentlászlón a faluház épületén helyezték el 2006-ban emléktábláját (régen ennek a helyén volt az iskolaigazgatói lakás, s itt töltötte gyermekkorát)